# Dirck Hals

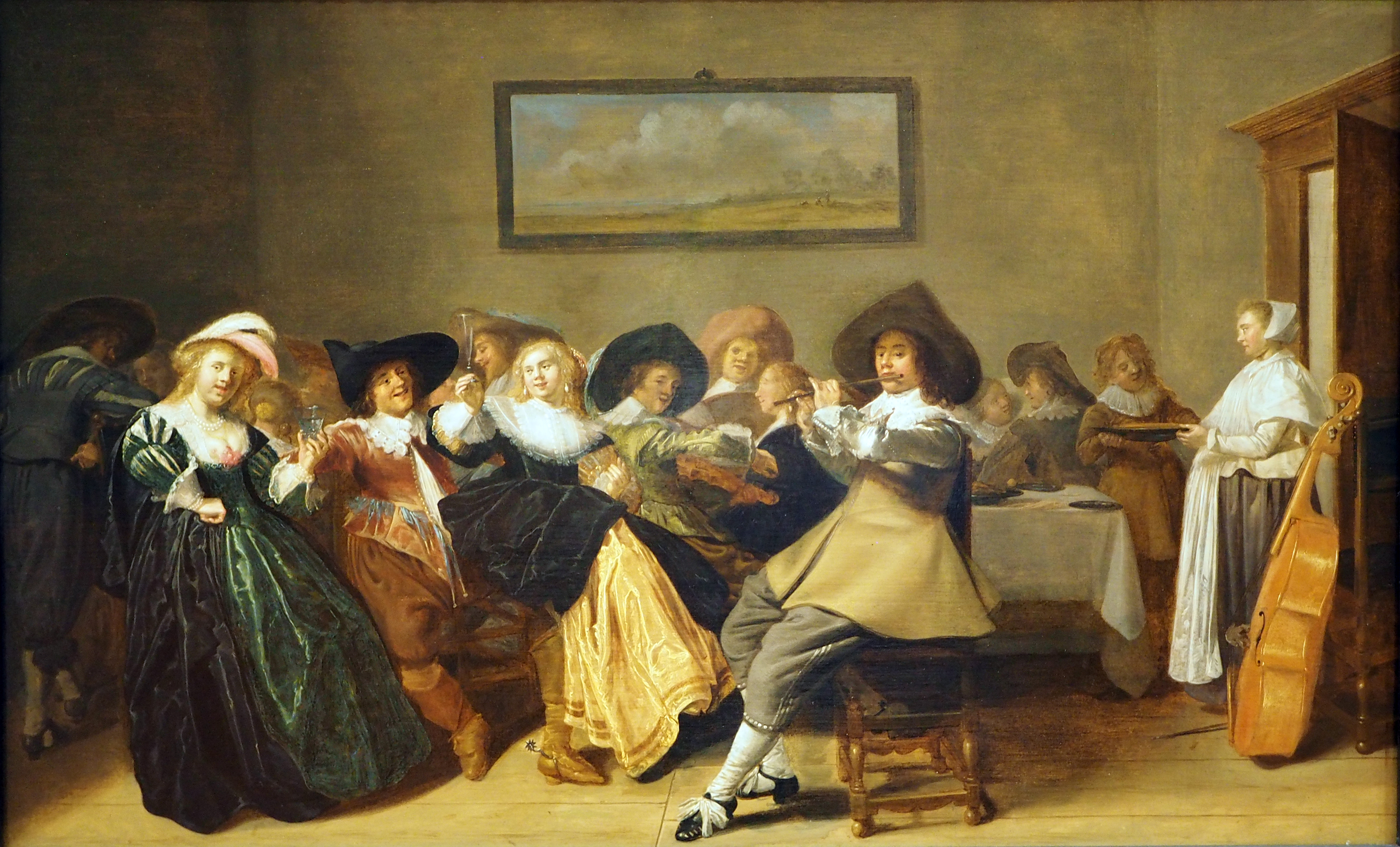
Lockere Gesellschaft

Dirck Hals (getauft 19. März 1591 in Haarlem; † 17. Mai 1656 ebenda) war ein niederländischer Maler des barocken Realismus.

## Leben
Dirck Hals war der dritte Sohn des Tuchmachers Franchoys Fransz Hals aus Mechelen und seiner Frau Adriaentgen van Geertenryck aus Antwerpen, die bei der Taufeintragung Adriana Hals genannt wird. Dirck hatte zwei ältere Brüder, die beide noch in Antwerpen geboren wurden: Frans Hals (1580/85–1666), in dessen künstlerischem Schatten Dirck zeitlebens stehen sollte, und Joost Hals (1584–1626), der ebenfalls Maler war. Die Familie Hals emigrierte in die nördlichen Niederlande, nachdem Antwerpen im August 1585 an den Herzog von Parma gefallen war. Die Erwähnung von Dircks Taufe in der Reformierten Kirche zu Haarlem am 19. März 1591 ist das erste Zeugnis ihrer Umsiedlung. Den ersten Unterricht bekam er bei seinem elf Jahre älteren Bruder Frans Hals, der 1610 als Mitglied in die Malergilde St. Lukas aufgenommen wurde. Auch die beiden Künstler Esaias van de Velde und Willem Pietersz. Buytewech, in deren Werkstatt er arbeitete, übten besonderen Einfluss auf ihn aus.

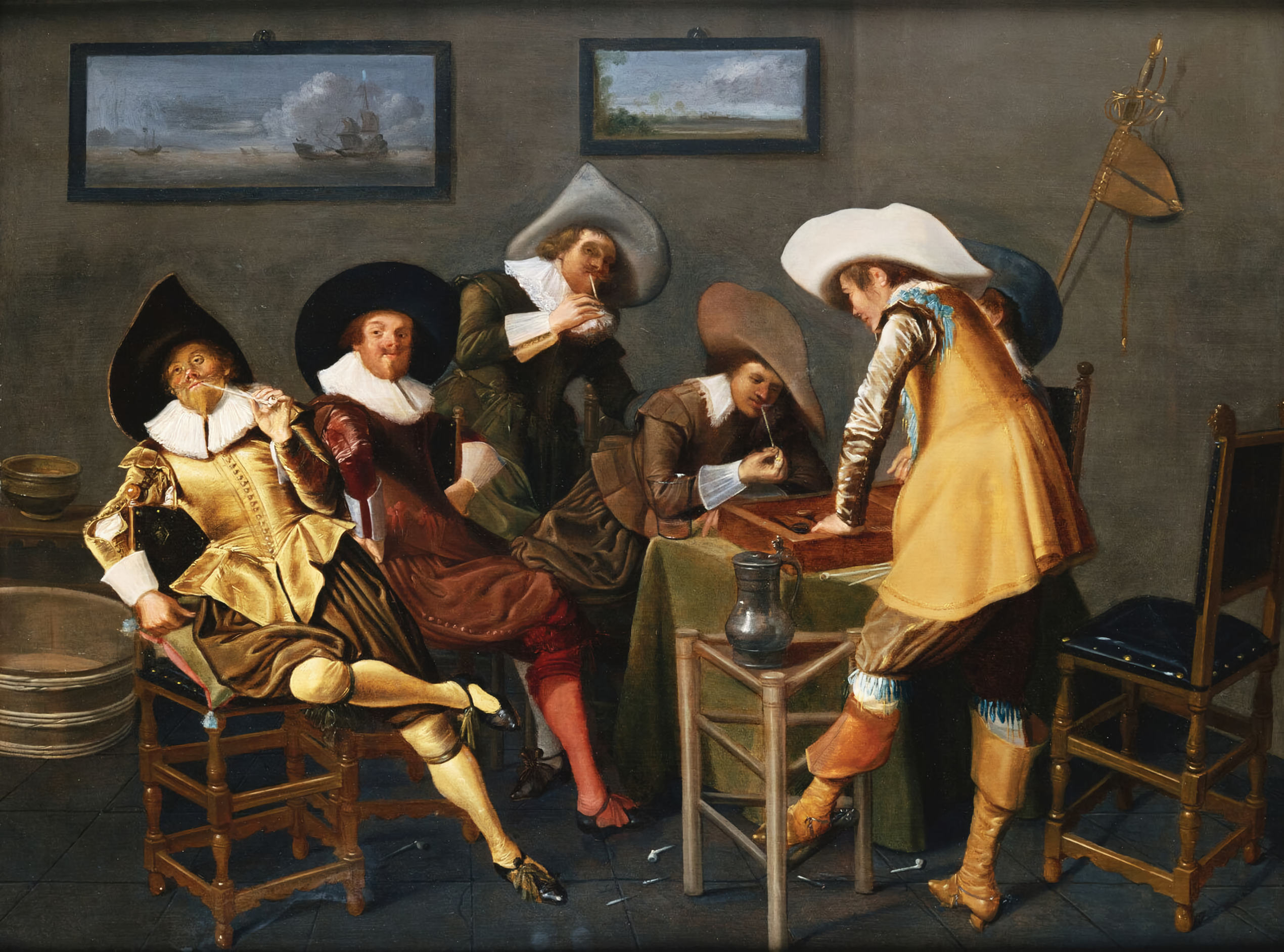
Rauchende und Backgammon spielende Herren, 1627

Den größten Teil seines Lebens verbrachte Dirck Hals in seiner Geburtsstadt Haarlem. Von 1618 bis 1624 diente Hals in der 2. Kompanie der dritten Korporalschaft der St. Georgs-Schützengilde, der sein Bruder Frans bereits seit 1615 angehörte. Von 1618 bis 1626 war er Mitglied von „De Wijngaertranken“, der Rhetorikervereinigung, der sein Bruder Frans ebenfalls angehörte.
Erst 1627 wurde er als Mitglied in die Lukasgilde aufgenommen. 1620 oder 1621 heiratete er Agneta (Agniesje) Jansdr und zwischen 1621 und 1635 wurden sieben ihrer Kinder geboren. Der einzige Sohn, Antonie Hals (1621–1691), machte sich als Porträtist und Maler von Genreszenen in Amsterdam selbständig, wo er erstmals am 21. Juni 1652 erwähnt wird.
In den Jahren 1641 bis 1643 und 1648 lebte Dirck Hals in Leiden. Vor seinem Umzug nach Leiden, wo er am 22. Februar 1641 ein Haus mietete, traf Dirck mit dem Amsterdamer Maler und Kunsthändler Pieter Jansz van den Bosch (1613–1663) zusammen. Dirck Hals ist in Haarlem gestorben und wurde am 17. Mai 1656 in der Begijnhofkerk begraben. Dirck Hals galt schon zu Lebzeiten als durchaus angesehener Maler.